# Cruz de Lorena

Cruz de Lorena.

A Cruz de Lorena (francês: Croix de Lorraine) é originalmente uma cruz heráldica. Esta cruz de duas barras consiste em uma linha vertical cruzada por duas linhas horizontais menores. Na versão mais antiga, ambas as barras possuíam o mesmo tamanho. No século XX passou a ser utilizada com a barra de cima sendo menor. O nome "de Lorena" vem sendo usado para diversas variações, incluindo a cruz patriarcal, que tem suas barras próximas ao topo.